# Поліваново (Ульяновська область)
Поліваново (рос. Поливаново) — селище в Бариському районі Ульяновської області Російської Федерації.
Населення становить 993 особи. Входить до складу муніципального утворення Полівановське сільське поселення.

## Історія
Від 2004 року входить до складу муніципального утворення Полівановське сільське поселення.

## Населення
| 2010 |
| ---- |
| 993  |